# Le Retour d'Arsène Lupin (pièce de théâtre)
Pour les articles homonymes, voir Le Retour d'Arsène Lupin.

Le Retour d'Arsène Lupin est une pièce de théâtre en un acte de Francis de Croisset et Maurice Leblanc, parue dans les numéros 177 (15 septembre 1920) et 178 (15 octobre 1920) de Je sais tout.
Cette pièce, destinée au lever de rideau de Arsène Lupin, ne fut jamais représentée. En effet, craignant que cet acte nuise au déroulement de l'action par la suite, les auteurs renoncèrent à l'introduire et se résolurent à réécrire la pièce de 1908 sur de nouvelles bases.
La pièce fut rééditée dans le volume 1 de l'intégrale Arsène Lupin, dirigé par Francis Lacassin aux éditions Robert Laffont en 1986.

## Synopsis
Deux personnes distinguées parlent dans un « élégant fumoir » : Jacques de Brizailles et le riche Georges Chandon-Géraud. Ce dernier est fiancé à une amie d'enfance, Germaine d'Avremesnil, fille d'un ambassadeur, dont la gouvernante n'est autre que la belle Sonia Krichnoff. Il a fait appel au commissaire Guerchard car on lui a volé une bague. Il va apprendre successivement par ses amis qui arrivent l'un après l'autre, qu'une missive d'Arsène Lupin a été publiée dans les principaux journaux. Cette lettre parle d'un diadème, cadeau d'un rajah au Président de la République et rapporté de Bombay par son futur beau-père, mais que Lupin déclare vouloir s'offrir. Tandis que les divers personnages discutent de l'existence réelle de Lupin, on annonce un ami de Monsieur Georges : le comte d'Andrésy...